# Gouvernement Gillard II
Commonwealth d’Australie
Gillard I Rudd II
Le gouvernement Gillard II (en anglais : Second Gillard Ministry) est le gouvernement du Commonwealth d’Australie entre le 11 septembre 2010 et le 26 juin 2013, sous la 43e législature de la Chambre des représentants.
Il est dirigé par la travailliste Julia Gillard et formé à la suite des élections fédérales anticipées. Il se compose de 42 membres (30 ministres et 12 secrétaires parlementaires), dont un Vice-Premier ministre.
Minoritaire à la Chambre des représentants, il dispose néanmoins du soutien du seul député des Verts ainsi que les trois députés indépendants, atteignant donc la majorité de 76 sièges sur 150.
Deux mois avant les élections fédérales de 2013, la Première ministre subit un vote de confiance des parlementaires de sa formation et est écartée au profit de son prédécesseur et rival Kevin Rudd, ce qui contraint Julia Gillard à démissionner.
Il succède au premier gouvernement Gillard et cède le pouvoir au second gouvernement du travailliste Kevin Rudd, après la réélection de celui-ci à la tête du Parti travailliste.

## Composition

### Initiale (11 septembre 2010)
Par rapport au gouvernement Gillard I, les nouveaux membres sont indiqués en gras, ceux ayant changé d'attributions le sont en italique.
| Portrait          | Fonction | Nom               | Nom           | Parti |
| ----------------- | --- | ----------------- | ------------- | ----- |
| Julia Gillard     | Première ministre |                   | Julia Gillard | ALP   |
| Wayne Swan        | Vice-Premier ministre Ministre des Finances                                                                                            | Wayne Swan        |               | ALP   |
| Christopher Evans | Ministre de l'Enseignement supérieur, du Savoir-faire Ministre de l'Emploi et des Relations du Travail Leader du gouvernement au Sénat | Christopher Evans |               | ALP   |
| Stephen Conroy    | Ministre des Communications et de l'économie numérique Leader adjoint du gouvernement au Sénat                                         | Stephen Conroy    |               | ALP   |
| Simon Crean       | Ministre du Développement régional et des Affaires locales Ministre de la Culture                                                      | Simon Crean       |               | ALP   |
| Kevin Rudd        | Ministre des Affaires étrangères | Kevin Rudd        |               | ALP   |
| Stephen Smith     | Ministre de la Défense | Stephen Smith     |               | ALP   |
| Chris Bowen       | Ministre de l'Immigration et de la Citoyenneté                                                                                         | Chris Bowen       |               | ALP   |
| Mark Butler       | Ministre des Infrastructures et des Transports Leader de la Chambre                                                                    | Anthony Albanese  |               | ALP   |
| Tony Burke        | Ministre du Développement durable, de l'Environnement, des Eaux, de la Population et des Communautés                                   | Tony Burke        |               | ALP   |
| Penny Wong        | Ministre du Trésor et de la Dérégulation                                                                                               | Penny Wong        |               | ALP   |
| Peter Garrett     | Ministre de l'Éducation, de la Petite enfance et de la Jeunesse                                                                        | Peter Garrett     |               | ALP   |
| Jenny Macklin     | Ministre du Logement et des Sans-abris                                                                                                 | Jenny Macklin     |               | ALP   |
| Robert McClelland | Ministre de la Gestion des urgences | Robert McClelland |               | ALP   |
| Joe Ludwig        | Ministre de l'Agriculture, de la Pêche et des Forêts                                                                                   | Joe Ludwig        |               | ALP   |
| Martin Ferguson   | Ministre des Ressources et de l'Énergie Ministre du Tourisme                                                                           | Martin Ferguson   |               | ALP   |
| Craig Emerson     | Ministre du Commerce | Craig Emerson     |               | ALP   |
| Greg Combet       | Ministre du Changement climatique et de l'Efficacité énergétique                                                                       | Greg Combet       |               | ALP   |
| Kim Carr          | Ministre de l'Innovation et de l'Industrie                                                                                             | Kim Carr          |               | ALP   |
| Nicola Roxon      | Ministre de la Santé Ministre de la Santé mentale, des Personnes âgées et de l'Intégration sociale                                     | Nicola Roxon      |               | ALP   |